# Sergei Kutiwadse
Sergei „Sergo“ Iwanowitsch Kutiwadse (russisch Сергей Иванович Кутивадзе; georgisch სერგო ივანის ძე კუტივაძე; * 16. Oktober 1944 in Alma-Ata, Kasachische SSR; † 8. Juni 2017 in Tiflis, Georgien) war ein sowjetisch-georgischer Fußballspieler und -trainer.

## Leben und Karriere
Sergei Kutiwadse wurde 1944 in eine georgische Familie in Alma-Ata geboren. Zum Profifußball kam er 1962, als er erstmals für die erste Mannschaft von Torpedo Kutaissi auflief und mit dem Club direkt in seiner ersten Saison den Aufstieg in die erste sowjetische Liga schaffte. Am 4. September 1965 hatte er seinen ersten und einzigen Auftritt in der sowjetischen Nationalmannschaft, bei einem Freundschaftsspiel gegen Jugoslawien.
1967 wurde Kutiwadse von Dinamo Tiflis verpflichtet. Bei Dinamo verblieb er bis zu seinem Karriereende 1973. Dinamo Tiflis gehörte stets zu den Titelanwärtern in der Liga, im sowjetischen Fußballpokal stand man 1970 sogar im Finale, schied aber gegen FK Dynamo Moskau aus, einen Titel konnte Kutiwadse aber nicht gewinnen.
Nach seiner Zeit als aktiver Spieler wirkte er von 1974 bis 1984 zunächst als Assistenztrainer bei Dinamo Tiflis und wechselte anschließend in die Vereinsleitung. 1984 war er erneut Assistenztrainer in Tiflis. Nach der Unabhängigkeit Georgiens übernahm Kutiwadse von 1994 bis 1995 Dinamo Tiflis als Cheftrainer, in beiden Spielzeiten wurde der Verein georgischer Meister. 1997 trainierte er Torpedo Kutaissi, den Verein, bei dem er seine Karriere begonnen hatte.

## Einzelnachweis
1. ↑  Известный грузинский футболист и тренер Серго Кутивадзе скончался в возрасте 72 лет